# 国立植物園 (北京市)

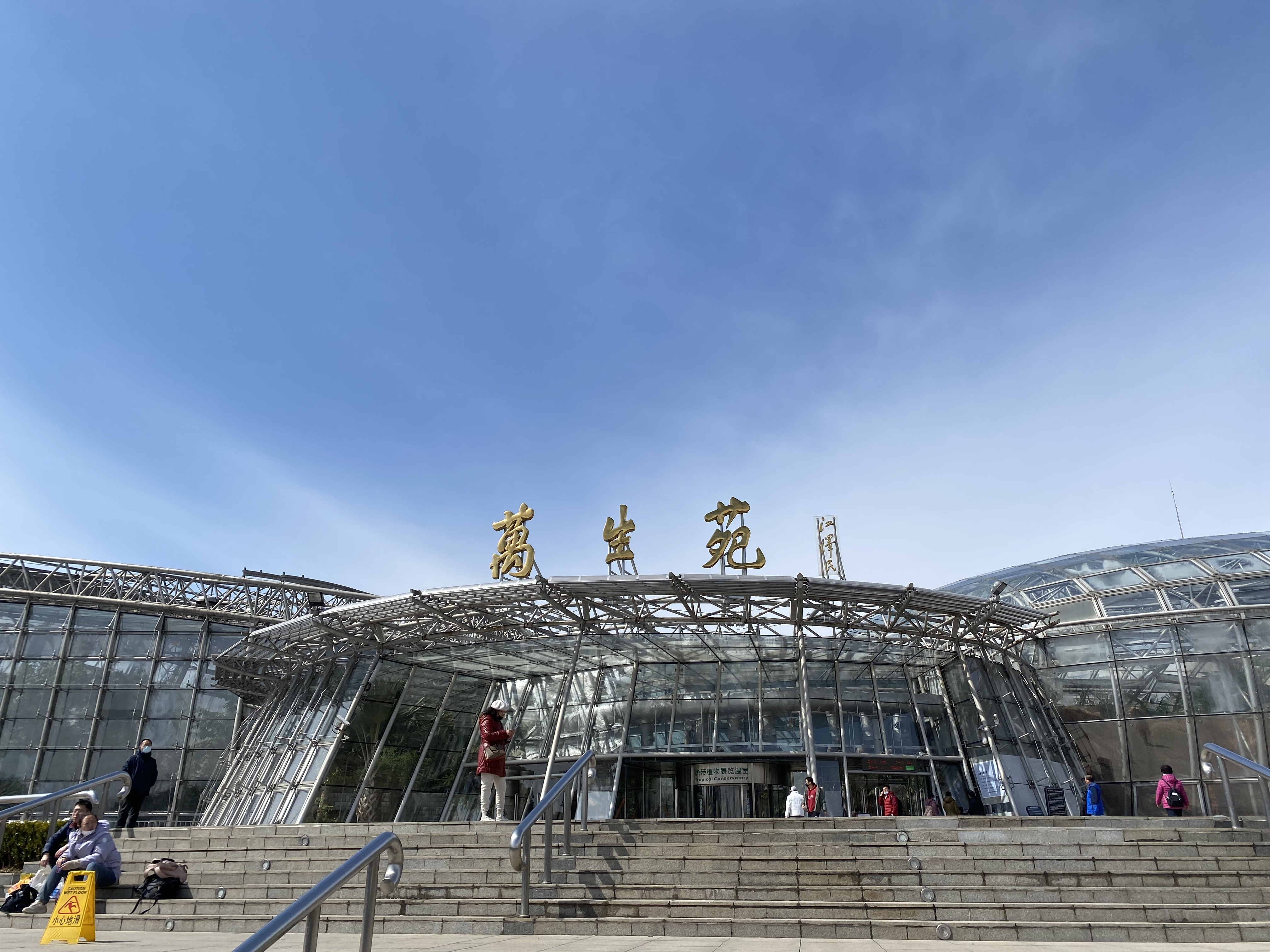
北京国立植物園の温室

北京国立植物園（ぺきんこくりつしょくぶつえん、中国語: 北京国家植物园）は、中華人民共和国北京市にある新しい植物園で、総計画面積は約600ヘクタールで、海淀区の象山街にあり、象山公園と玉泉山の間に位置しており、寿安山の南麓に当たる。 
旧北京植物園（北園）と旧中国科学院植物園（南園）を統合した庭園で、2022年4月18日に正式に開園した。この計画は、中国北部三地域の30,000種以上の在来植物、北部温帯地域の代表的な植物、世界のさまざまな地理的地域の代表的な植物、希少植物や絶滅危惧種の植物を収集することに焦点を当てており、500万の代表的な植物を収集している。五大陸からの標本と20の特別な特産品の特別園、7つの植物進化展示区、1つの自生植物保護区を構築している。
なお中国南部の広東省広州市に、華南国立植物園が2022年7月に開設されている。

## 参照項目
- 北京世界園芸博覧会